# ماركو توراتي
ماركو توراتي (بالإيطالية: Marco Turati)‏ هو لاعب كرة قدم إيطالي في مركز الدفاع، ولد في 15 مايو 1982 في ليكو في إيطاليا. لعب مع نادي أنكونا ونادي تشيزينا ونادي كييتي كالسيو الرياضي ونادي ليكو ونادي مودينا وهيلاس فيرونا.